# أبو غار (بصية)
أبو غار منطقة عراقية شمال ناحية بصية بقضاء السلمان في محافظة المثنى في هضبة الدبدبة في البادية العراقية بجنوب العراق، البعد بين الصليبات ونبعة 37 كيلومتراً، ومن نبعة إلى أبي غار 12 كيلومتراً، ومن أبي غار إلى البصية جنوباً 36 كيلومتراً، وفي أبي غار بئر (حسو) عذب غزير لا ينضب. وفيها قصر أبي غار المطل على الصَوب الأيمن لوادي أبي غار، وقد بنى القصرَ الشيخُ سعدون بن منصور السعدون شيخ لواء المنتفق حين كان متمرّداً على الحكومة العثمانية قبل الحرب العالمية الأولى. وفي أواخر سنة 1924 وأوائل سنة 1925 أنشأت الحكومة العراقية مخفراً في أبي غار تابعاً حينئذٍ للناصرية، وكان في أبي غار مخفر أبو غار الكمركي أُلغي يوم 1 كانون الثاني سنة 1963 حين كان تابعاً للواء البصرة.
وفي أبي غار والسلمان رملٌ وحصى احتياطيه مئة مليون طن. وحتى سنة 2024 كانت أبو غار من المناطق التي تتركز فيها مخلفات حربية خطرة كالقنابل العنقودية.

## فروع طريق الحج القديم
قال عبد الستار العزاوي في مقاله (المسح الآثاري في الصحراء الغربية درب الساعي):
"فروع طريق الحج القديم جنوباً، يبدأ من مدينة الكوفة (منطقة القاضي شريح) إلى عين وقصر الكايم، عين ضحك، عين وموقع الدهيمية، قصر وعين صيد، عين دغيم، عين أم عريج، عين مانع، عين حمود، القصير الجنوبي، قصر وعين النبعة، قصر وعيون أبو غار (عيون ذي قار)، عين وقصر شكرة، أو يتصل بمحطات الطريق الرئيسة (درب زبيدة)".
وذكر الويس موسيل أن مَوردَي الماء تكيد وأنصاب كانا في شرق جوخة في طريق الحج من البصرة خلال أبي غار ثم لينة.

## عيون ذي قار
قال حمد الجاسر في مجلة العرب المنشورة سنة 1972 "إن ذي قار هو أبو غار الحالي"، وقال إن ذي قار هو "المعروف الآن باسم (أبو غار) على ما ذكر موزل في كتابه (شمال نجد)". وقال "ذوقار:- يرى موزل أن ذا قار هو ما يُعرف الآن باسم (أبو غار) وقال موزل: ومن المحتمل أيضاً أنه إديكارا Edikara الذي أشار إليه بطليموس في كتاب الجغرافيا، ثم أورد خبر يوم ذي قار نقلاً عن تاريخ ابن جرير "، فقال موزل "وقد اعتاد بنو شيبان وبنو عجل من بكر بني وائل أن يقطنوا موضع "ذي قار". في فصل الصيف والتجأ النعمان بن المنذر ملك الحيرة المُبعد منها إلى قبيلة طيئ طلباً للحماية لكنها امتنعت خوفاً من كسرى ومن ثَمّ ذهب النعمان إلى بني شيبان بالقرب من ذي قار وفيما بعد عاد طوعاً إلى كسرى فنُفيَ إلى خانقين حيث مات هناك في العام 601 م ثم إن بكر بن وائل كررت هجماتها على مناطق الفرس لأن القبيلة تخشى إياس بن قبيصة من قبيلة طيئ الذي عيّنه كسرى حاكماً جديداً على الحيرة وبأوامر من الملك تحرك قادة كل من الحيرة والطقطقانة وسفوان بقيادة إياس ضد بكر بن وائل ورغب أفراد هذه القبيلة الفرارَ لكنّ حنظلة زعيمهم أعاق فرارهم بقطع حبال أرحُل [أشدة] مطاياهم ثم ضرب قبة [خيمة] على نفسه ببطحاء ذي قار وأقام أفراد قبيلته بجواره وهاجم الفرس شيبان بمساعدة مقاتلين من قبائل أخرى من ضمنهم اللهازم وطاردوهم من بطحاء ذي قار لغاية الراحدة وأدم". وقال عبد الرزاق الحصان في كتابه (المهدي والمهدوية) المنشور سنة 1957 "فكانت وقعة ذي قار: تسمى الآن ( أبو غار ) وتقع في لواء الناصرية من طرف البادية".
قال الطبري في تاريخه "فنزل المثنى بذي قار ونزل الناس بالجُل وشراف إلى غضى، وغضى حيال البصرة".
قال ألويس موسيل في كتابه (شمال نجد) "يذكر الطبري (Ser. 1, pp. 221of):أنه في عام 635م في عهد الملك يزدجرد، كان الفرس يتأهبون لشن حرب على المسلمين. في ضوء ذلك طلب المثنى بن حارثة تعزيزات لقواته من المدينة وكان معسكراً بقواته في طقس ماطر في ذي قار. وكان أصحابه من رجال القبائل قد احتلوا موارد المياه (المناهل) من الجل إلى شراف إلى غضي بالقرب من البصرة وكانوا يراقبون تحرك القوات الفارسية. وذوقار هو "أبو غار" حالياً".
وقال الطبري في تاريخه "فَنَزَلَ الْمُثَنَّى بِذِي قَارٍ، وَنَزَلَ النَّاسُ بِالجُلِّ وَشَرَافَ إِلَى غُضَيٍّ- وَغُضَيٌّ حِيَالُ الْبَصْرَةِ- فَكَانَ جَرِيرُ بْنُ عَبْدِ اللَّهِ بِغُضَيٍّ وَسَبْرَةُ بن عمرو العنبري وَمَنْ أَخَذَ أَخْذَهُمْ فِيمَنْ مَعَهُ إِلَى سَلْمَانَ، فكانوا في امواه الطف مِنْ أَوَّلِهَا إِلَى آخِرِهَا مَسَالِحُ بَعْضِهِمْ يَنْظُرُ إِلَى بَعْضٍ، وَيَغِيثُ بَعْضُهُمْ بَعْضًا إِنْ كَانَ كَونٌ، وَذَلِكَ فِي ذِي الْقَعْدَةِ سَنَةَ ثَلاثَ عَشْرَةَ"، وقال "وبعد مشاورات مستفيضة مع كبار الصحابة، تقرر إعادة انتشار القوات الإسلامية في العراق كخطوة أولى لتجنيبها خطر الإبادة على يد الفرس بانتظار قذف قوى جديدة إلى ميدان المعركة، فكتب عمر إلى المثنى يأمره بالخروج من بين ظهري الأعاجم، ويتنحى إلى البر، ويتفرق في المياه التي تلي الأعاجم على حدود الجزيرة العربية، فنزل المثنى بذي قار، ووزع قواته بالجل، وشراف إلى غضي، فتفرقت في المياه من أول صحراء العراق إلى آخرها من غضي إلى القطقطانة، مسالح ينظر بعضهم إلى بعض"، وقال محمد سهيل طقوش في كتابه (الخلفاء الراشدون) "وبعد مشاورات مستفيضة مع كبار الصحابة، تقرر إعادة انتشار القوات الإسلامية في العراق كخطوة أولى لتجنيبها خطر الإبادة على يد الفرس بانتظار قذف قوى جديدة إلى ميدان المعركة، فكتب عمر إلى المثنى يأمره بالخروج من بين ظهري الأعاجم، ويتنحى إلى البر، ويتفرق في المياه التي تلي الأعاجم على حدود الجزيرة العربية، فنزل المثنى بذي قار، ووزع قواته بالجل، وشراف إلى غضي، فتفرقت في المياه من أول صحراء العراق إلى آخرها من غضي إلى القطقطانة، مسالح ينظر بعضهم إلى بعض".